# Rhipicephalus pumilio
Rhipicephalus pumilio är en fästingart som beskrevs av Schulze 1935. Rhipicephalus pumilio ingår i släktet Rhipicephalus och familjen hårda fästingar. Inga underarter finns listade i Catalogue of Life.